# Розмірні показники амфібій
Розмірні показники амфібій - уніфікована схема вимірів зовнішньоморфологічних ознак земноводних. Складена на основі Міжнародної анатомічної номенклатури (1964), або її ветеринарного варіанту.
| Українська назва                                       | Латинська назва                                                                          | Абревіатура        | Крайні точки виміру |
| Хвостаті амфібії                                       |                                                                                          |                    | |
| Довжина тіла                                           | Longitudo corporis                                                                       | L.                 | Від кінця морди до переднього краю клоакальної щілини                                                                             |
| Довжина голови                                         | Longitudo capitis                                                                        | L. c.              | Від кінця морди до заднього кута щелепи                                                                                           |
| Ширина голови                                          | Latitudo capitis                                                                         | Lt. c.             | У ділянці закінчення ротової щілини (кути рота)                                                                                   |
| Довжина хвоста                                         | Longitudo caudae                                                                         | L. cd.             | Від переднього краю клоакальної щілини до кінця хвоста                                                                            |
| Довжина передньої кінцівки (ноги)                      | Pes anterior                                                                             | P. a.              | Довжина передньої ноги від преаксіальної основи до кінця найдовшого з пальців                                                     |
| Довжина задньої кінцівки (ноги)                        | Pes posterior                                                                            | P. p.              | Довжина задньої ноги від преаксіальної основи до кінця найдовшого з пальців                                                       |
| Відстань між передніми та задніми кінцівками           | Distantia inter extremitem (pedes) anteriore et posteriore                               | DiE (LiE*)         | Від основи на тулубі передньої кінцівки до основи на тулубі задньої кінцівки                                                      |
| Індекс Вольтерсторфа                                   | Index Wolterstorffi                                                                      | IW (WI*)           | Відношення довжини передніх кінцівок до відстані між передніми та задніми кінцівками (у %)                                        |
| Безхвості амфібії                                      |                                                                                          |                    | |
| Довжина тіла                                           | Longitudo corporis                                                                       | L.                 | Від кінця морди до центру клоакального отвору (тварина лежить черевом на рівній поверхні і притискається пальцем у ділянці крижа) |
| Довжина голови                                         | Longitudo capitis                                                                        | L. c.              | Від кінця морди до верхньої точки потиличного отвору (промацувати через шкіру)                                                    |
| Ширина голови                                          | Latitudo capitis                                                                         | Lt. c.             | У ділянці закінчення ротової щілини (кути рота)                                                                                   |
| Відстань від ока до кінця морди                        | Distantia rostri-oculi                                                                   | D. r.-o.           | Від кінця морди до переднього краю ока (натиснути пальцем на горло знизу)                                                         |
| Відстань від ніздрі до кінця морди                     | Distantia rostri-naris                                                                   | D. r.-n.           | Від переднього краю ніздрі до кінця морди                                                                                         |
| «Ширина рила» (відстань між смужками біля очей)        | Latitudo rostri (Distantia interfasciae nasali anteoculari obscuriore marginem internae) | Lt. r.             | Відстань між внутрішніми краями темних носових смужок біля передніх країв ока                                                     |
| Довжина ока                                            | Longitudo oculi                                                                          | L. o.              | Найбільша горизонтальна довжина ока (натиснути пальцем на горло знизу)                                                            |
| Проміжок між ніздрями                                  | Spatium internaralis                                                                     | Sp. in.            | Відстань між ніздрями |
| Відстань від ніздрі до переднього краю ока             | Distantia naris-oculi                                                                    | D. n.-o.           | Відстань від ніздрі до переднього краю ока                                                                                        |
| Ширина повіки                                          | Latitudo palpebrae                                                                       | Lt. p.             | Найбільша ширина верхньої повіки                                                                                                  |
| Проміжок між повіками                                  | Spatium inerpalpebralis                                                                  | Sp. ip.            | Найменша відстань між внутрішніми краями верхніх повік                                                                            |
| Довжина барабанної перетинки                           | Longitudo tympani                                                                        | L. tym.            | Найбільша довжина барабанної перетинки                                                                                            |
| Відстань від барабанної перетинки до заднього краю ока | Distantia inter tympanum et marginem posteriorem oculi                                   | D. tym.-o.         | Найменша відстань від переднього краю барабанної перетинки до заднього краю ока                                                   |
| Довжина паротиди                                       | Longitudo glandulae parotidis                                                            | L. pr.             | Найбільша довжина залози уздовж поздовжньої осі тіла                                                                              |
| Ширина паротиди                                        | Latitudo glandulae parotidis                                                             | Lt. pr.            | Найбільша ширина залози перпендикулярно до поздовжньої осі тіла                                                                   |
| Довжина передньої лапки (п’ясті)                       | Longitudo manus                                                                          | L. m.              | Від основи 1-го пальця до кінця найдовшого пальця                                                                                 |
| Ширина п’ясті                                          | Latitudo manus                                                                           | Lt. m.             | Ширина п’ясті біля основи 1-го пальця                                                                                             |
| Довжина першого пальця передньої кінцівки              | Digitus pollex                                                                           | D. p.              | Довжина першого (внутрішнього) пальця передньої кінцівки від основи (з боку другого пальця) до кінця                              |
| Довжи на стегна                                        | Longitudo femoris                                                                        | F.                 | Довжина стегна від центру клоакального отвору до дистального кінця стегнової кістки (вимірювати на зігнутій кінцівці)             |
| Довжина гомілки                                        | Longitudo tibiae                                                                         | T.                 | Довжина гомілки (вимірювати на зігнутій кінцівці)                                                                                 |
| Довжина додаткової гомілки                             | Longitudo cruris secundaris                                                              | L. c. s.           | Від кінця гомілки до основи ступні (вимірювати на зігнутій кінцівці)                                                              |
| Ширина додаткової гомілки                              | Latitudo cruris secundaris                                                               | Lt. c. s.          | Від дистальної частини гомілки до проксимальної частини передплесна                                                               |
| Довжина першого пальця задньої ноги                    | Digitus hallux                                                                           | D. h.              | Від дистальної основи внутрішнього п’яткового горбка до кінця першого (внутрішнього) пальця задньої ноги                          |
| Довжина четвертого пальця задньої ноги                 | Digitus quartus (Longitudo digiti quarti pedis posterioris)                              | D. q.              | Довжина четвертого (найдовшого, зовнішнього) пальця задньої кінцівки                                                              |
| Довжина внутрішнього п’яткового горбка                 | Longitudo tuberi calcanei interni                                                        | L. t. ci.          | Найбільша довжина внутрішнього п’яткового горбка біля його основи                                                                 |
| Висота внутрішнього п’яткового горбка                  | Altitudo tuberi calcanei interni                                                         | A. t. ci. (C. h.*) | Найбільша висота внутрішнього п’яткового горбка, виміряна по вертикальній лінії від його основи                                   |

*-скорочення, прийняті в англомовній літературі

Схеми основних вимірів хвостатих та безхвостих земноводних на прикладі жаб за даними різних авторів (Терентьев, 1950; Банников и др., 1977; Mensi et al., 1992) із змінами та доповненнями

## Джерело
Писанець Є. Земноводні України (посібник для визначення амфібій України та суміжних країн). — Київ : Вид-во Раєвського, 2007. — 197 с.